# Унхошт
Унхошт (чеш. Unhošť) град је у Чешкој Републици. Град се налази у управној јединици Средњочешки крај, у оквиру којег припада округу Кладно.

## Становништво
Према подацима о броју становника из 2014. године град је имао 4.350 становника.